# Mauro Simonetti
Pour les articles homonymes, voir Simonetti.
Mauro Simonetti (né le 14 juillet 1948 à Livourne et mort le 31 décembre 1986,,) est un ancien coureur cycliste italien des années 1970. 

## Biographie
Professionnel de 1970 à 1979, Mauro Simonetti a remporté la médaille de bronze du contre-la-montre par équipes aux Jeux olympiques de 1968 à Mexico et une étape du Tour de France 1971.

## Palmarès

### Palmarès amateur
- 1968
  -  Médaillé de bronze du contre-la-montre par équipes aux Jeux olympiques
- 1969
  - Florence-Viareggio
  - Gran Premio Industria del Cuoio e delle Pelli

### Palmarès professionnel
- 1970
  - Grand Prix de la ville de Camaiore
  - 2e du Tour du Piémont
  - 3e de la Coppa Sabatini
  - 5e du Tour de Romandie
  - 7e de Milan-San Remo
- 1971
  - 6eb étape du Tour de France
  - 2e du Trofeo Laigueglia
  - 3e du Tour des Apennins
- 1972
  - Coppa Agostoni
  - 2e de Milan-Vignola
  - 2e du Tour de Romagne
- 1973
  - Coppa Sabatini
  - 3e de Cuneo-Limonetto
- 1975
  - Prologue du Critérium du Dauphiné libéré (contre-la-montre par équipes)
  - 2e des Trois vallées varésines
  - 3e du Tour des Apennins
- 1977
  - 2eb étape du Tour de Sicile
  - 3e du GP Cecina

## Résultats sur les grands tours

### Tour de France
2 participations
- 1971 : 19e, vainqueur de la 6eb étape
- 1975 : 54e

### Tour d'Italie
8 participations
- 1970 : 21e
- 1971 : abandon (18e étape)
- 1972 : 65e
- 1973 : 89e
- 1974 : 70e
- 1976 : 72e
- 1977 : 85e
- 1978 : abandon (15e étape)